# Sedum purdomii
Sedum purdomii är en fetbladsväxtart som beskrevs av W. W. Smith. Sedum purdomii ingår i Fetknoppssläktet som ingår i familjen fetbladsväxter. Inga underarter finns listade i Catalogue of Life.